# Roberto Giovanni Carbone
Roberto Giovanni Carbone (Genova, 6 settembre 1954) è un medico e ricercatore italiano, noto per i suoi studi sui meccanismi e per il trattamento della fibrosi polmonare, dell'ipertensione polmonare e sul trapianto del polmone.

## Biografia
Si è laureato all'Università di Genova in Medicina e Chirurgia nel 1983 e al General Medical Council nel 2003, ha conseguito il master in Ipertensione polmonare presso l'Università del Michigan, quello in Medicina respiratoria e broncologia al Royal Brompton Hospital Imperial College di Londra, quello sull'asma bronchiale presso l'Università di Denver, quello in Pneumologia presso l'Università di Montpellier, quello sull'asma e COPD presso l'Università di Ferrara.
Dopo la specializzazione in malattie polmonari e la specializzazione in fisiopatologia respiratoria, ha intrapreso la formazione clinica presso l'ospedale regionale di Aosta con l'incarico di vice primario.
Dal 2020 al 2022 ha lavorato come ricercatore presso l'Università di Genova.
Nel 2023 è diventato membro della Royal Society Medicine di Londra.
È professore onorario della medicina e consulente senior presso l'Università di Genova.

## Ricerca
La sua ricerca inizialmente si è concentrata sullo studio dell'enfisema polmonare giovanile, in particolare sullo studio del deficit di alfa-1 antitripsina e dei prodotti della degradazione urinaria (desmosina) e il trattamento con prolastina con Gordon Sneider (Università di Harvard).
Si è dedicato allo studio del cancro del polmone, creando il primo registro italiano dei tumori con il patrocinio dell'Istituto Superiore di Sanità nella figura di Marco Geddes da Filicaja, presso IST (Istituto Scientifico dei Tumori) di Genova sotto la direzione di Leonardo Santi. Ha studiato le malattie causate dall'asbesto, come il mesotelioma pleurico al Centro Interdipartimentale Scansetti di Torino ove ha collaborato con Roberto Compagnoni dell'Università di Torino e Bice Fubini iscritta anche alla Accademia delle Scienze di Torino. Successivamente ha studiato il ruolo dei neuropeptidi (neurotensina) nell'asma e la regolazione adrenergica delle vie aeree con Giovanni Bottino (Università di Genova) vincendo il primo premio come relatore e autore nel Congresso Nazionale di CHEST Capitolo Italiano (American College of Chest Physicians). Lo studio intitolato In vivo the micro-environmental reactivity in asthma si è svolto in un periodo di 15 anni ed è stato il primo al mondo nel valutare in vivo e in vitro l'iperreattività bronchiale nei soggetti asmatici. e a fare ricerca sull'impiego di nuovi isotopi radioattivi come l'indio-111 e dell'octreotide (somatostatina marcata) nelle interstiziopatie polmonari e nella sarcoidosi. Il suo primo libro intitolato Pulmonary arterial hypertension and interstitial lung diseases pubblicato nel 2009 è presente nella Biblioteca di Capitol Hill (Washington D.C.), al MIT di Boston, al National Institute of Health, al tempo stesso all'Università di Mosca ed è diffuso anche in Cina. È il primo libro in cui viene trattata l'ipertensione polmonare con le fibrosi polmonari dopo il Congresso Internazionale "World Association Sarcoidosis and Other Granulomatous Disorders" (WASOG) di Denver nel 2005.Il suo terzo libro intitolato "Lung Transplantation - Evolving Knowledge and New Horizons", in cui ha collaborato Mario Viganò, scrivendo il primo capitolo intitolato "The History of Lung Transplantation" è considerato dal Book Authority uno tra i migliori libri sulla chirurgia toracica di tutti i tempi. Nel 2023 è posizionato al cinquantaduesimo posto nella classifica "Best Thoracic Surgery eBooks of all time".
Nel 2007 seguendo i suggerimenti di William (Bill) D. Travis, Carbone ha studiato la polmonite dell’interstizio polmonare della zona profonda del polmone non dovuta a infiammazione da batteri o virus e di causa sconosciuta. Carbone ha scoperto attraverso lo studio dell’Indio e dell’ipertensione polmonare che la polmonite fibrotica ha un'elevata mortalità.

## Opere
Carbone è autore di oltre 150 pubblicazioni su riviste peer-reviewed.
È stato membro dell Editorial Board della rivista scientifica CHEST ed è editore associato della rivista Frontiers. Ha pubblicato come editore scientifico 5 libri in lingua inglese. Scopus ha riportato circa 1000 citazioni.

## Premi ed onorificenze
- 1994:  Primo premio, come relatore e autore , 8th World Congress of Bronchology in Munich. Titolo dello studio: "The open window thoracoscopy procedure for bronchopleural fistula with persistent empyema following pneumonectomy".
- 1997: Nominato Fellow of American College of CHEST Physicians (FCCP)
- 2000: Primo premio, come relatore e autore con il Professor Giovanni Bottino nel Congresso Nazionale di CHEST (IF 9,6) (American College of Chest Physicians). Titolo dello studio: "In vivo the micro-environmental reactivity in asthma"
- 2003: Lettera di encomio dell'Editore in Capo di CHEST Journal (IF 10), Prof. A Jay Block MD, Master FCCP, Professor Emeritus of Medicine, University of Florida.
- 2004 - 2019: Ha ricoperto vari ruoli di Leadership Nell'American College of Chest Physicians
- 2006: Membro della delegazione Americana dell’Istituto Nazionale della Salute (NIH) in associazione con “People to People Ambassador Program” (Capo Delegazione Prof. Denis Mc Cool, Brown University), con il supporto del prof. Claude Lenfant (Direttore NIH)[20] per gli scambi scientifici USA e CINA – Presidente People to People (USA) Dr. Mary Jean Eisenhower.[21]
- 2009: Lettera di encomio dell’Editore in Capo di Annals of Internal Medicine (IF 39.2), professor Harold C Sox, MD, MACP, USA.
- 2009: Lettera di encomio professor RP Baughman (Direttore di Medicina Respiratoria Università- di Cincinnati per il progetto del libro pubblicato, titolo : “Pulmonary Arterial Hypertension and Interstitial Lung Diseases. A Clinical Guide."
- 2009: Invito dell’Editore-Capo di Thorax (IF 9,02) ad entrare nel Direttivo della rivista
- 2010: Citazione dell’Editore Capo del British Medical Journal (IF 105.7) per l’articolo sul tema dei fattori di rischio in Cardiologia
- 2012: Leadership dell'American Thoracic Society per la BPCO (National Quality Form USA)
- 2017: Lettera di invito personale del Presidente della American Thoracic Society per presenziare al World Meeting che si è svolto a Maggio 2017 a Washington (DC) come International Membro in rappresentanza dell’Italia

- 2017: Invito della Confederazione Elvetica della Pneumologia al CHEST Meeting di Basilea
- 2023: Nominato membro della Royal Society Medicine di Londra.
- 2023: Nominato membro della American Heart Association.[22]